# Nadezhda (Bilhorod-Dnistrovskyi)
Nadezhda  (ucraniano: Надежда) es una localidad del Raión de Bilhorod-Dnistrovskyi en el Óblast de Odesa de Ucrania. Según el censo de 2001, tiene una población de 607 habitantes.